# The Cross
The Cross fue una banda de rock formada en 1987 por el baterista de Queen, Roger Taylor. Publicando anuncios anónimos en los periódicos para audicionar, en dichas audiciones seleccionó a Peter Noone, Clayton Moss, Josh Macrae, y Spike Edney, este último ya había participado junto a Queen en las giras The Works Tour y Magic Tour entre 1984 y 1986. 
La nueva banda pasó 1987 ensayando y grabando su álbum debut, además de realizar 2 presentaciones en televisión. En septiembre de ese año lanzaron su primer sencillo, Cowboys and Indians, el cual llegó al puesto no 74 en el chart, siendo hasta la fecha su mayor éxito.
En enero del año siguiente sale a la luz su segundo sencillo, esta vez Shove It, que llega al puesto no 84. Un mes más tarde aparece el álbum titulado del mismo nombre, Shove It, que contiene 8 temas de autoría de Taylor, y las colaboraciones de Freddie Mercury y de Brian May. La placa alcanzó sólo el puesto no 58 del chart. La banda promocionó el disco con conciertos en el Reino Unido y Alemania. Ya en marzo de 1988 lanzan el tercer sencillo, Heaven For Everyone, tema cuya versión sencillo cuenta con la voz principal de Roger, a diferencia de la aparecida en el disco que es cantada por Freddie. Se ubicó en el no 83 del chart.
El último sencillo del año fue Manipulator, tema no aparecido en el disco Shove It, y que es el primer tema no compuesto únicamente por Roger (participaron en su autoría Roger, Spike y Steve Strange, del grupo Visage). El sencillo no logró entrar al chart. 
The Cross pasó buena parte de 1989 grabando su segundo LP, Mad, Bad & Dangerous To Know, lanzado en marzo, nuevamente sin entrar a su respectivo chart. En este nuevo disco aparecen temas de autoría de los otros miembros de la banda, además de una versión del tema Foxy Lady de Jimi Hendrix que se incluye solamente en la edición en CD. El único sencillo promocional del álbum se lanzó en abril de 1990, llegando al no 85 del chart. Para promocionar realizaron una gira únicamente por Alemania. En este mismo país solamente se sacó a la venta un segundo sencillo, titulado Liar, junto al lado-b In Charge Of My Heart. El sencillo final sería Final Destination, sólo para Francia y Alemania. Terminarían el año con una presentación en el Astoria Theatre, para el fan club, concierto del cual luego editarían un casete, exclusivo para el club de fanes.
La primera mitad de 1991 la pasaron grabando su tercer y último disco, Blue Rock. El disco fue lanzado sólo en Japón y Alemania, cancelándose su lanzamiento en Inglaterra y EE. UU. tras la muerte de Freddie Mercury y por las escasas ventas de los trabajos anteriores. Una nueva gira promocional se llevó a cabo en Alemania y algunos países de Europa. Además en Alemania se lanzaron dos singles, New Dark Ages y Life Changes.
En 1992 participan en el Gosport Festival junto a Bob Geldof como invitado, y en fiestas del Fan Club junto a Roger Daltrey, Tim Staffell y Brian May, todos estos haciendo apariciones especiales.
The Cross realiza su última presentación oficial con Roger en la versión de 1993 del Gosport Festival.
En julio de 2013, Spike Edney anunció que el grupo se reuniría una sola vez más durante una actuación de la SAS band el 7 de diciembre de ese año. El concierto tuvo lugar en el G Live de Guildford, en el que el aforo estaba lleno. 
El grupo interpretó los temas: In Change Of My Heart, Top Of The World Ma, New Dark Ages, Man on Fire, Ain't Put Nothing Down (Cantada por Clayton Moss), Liar (Cantada por Peter Noone), Dirty Mind (Cantada por Spike Edney), Cowboys and indians, Power To Love, Heaven for Everyone, Sister Blue y Final Destination.También se unió a la SAS Band para interpretar la versión de John Lennon, Happy Xmas (War is Over).

## Discografía
- Shove It - 1988
- Mad, Bad and Dangerous to Know - 1990
- Blue Rock - 1991

- Datos: Q734164
- Multimedia: The Cross / Q734164